# Vincent Mathias
Vincent Mathias (* 7. Oktober 1967 in Paris) ist ein französischer Kameramann.
Vincent Mathias ist seit Beginn der 1990er Jahre als Kameramann tätig, dabei die ersten Jahre als Kamera-Assistent. Er war für über 70 Produktionen tätig. Für seine Arbeit an dem Film Au revoir là-haut von Albert Dupontel wurde er 2018 mit dem César für die beste Kamera geehrt.

## Filmografie (Auswahl)
- 1997: Mektoub – Das Schicksal (Mektoub)
- 2000: Ali Zaoua, Prinz der Straße (Ali Zaoua, prince de la rue)
- 2001: Grégoire Moulin gegen den Rest der Welt (Grégoire Moulin contre l’humanité)
- 2002: Ball & Chain – Zwei Nieten und sechs Richtige (Le Boulet)
- 2002: Irène
- 2005: Duplicity – Deine Familie gehört mir (Trouble)
- 2006: Président – Ränkespiele der Macht (Président)
- 2007: Whatever Lola Wants
- 2008: 15 ans et demi …
- 2009: Staatsfeinde – Mord auf höchster Ebene (Une affaire d’état)
- 2010: Der Name der Leute (Le Nom des Gents)
- 2010: Caged (Captifs)
- 2011: Im finsteren Walde (Le Petit poucet)
- 2011: On the Run (La Proie)
- 2013: 9 mois ferme
- 2014: Monsieur Claude und seine Töchter (Qu’est-ce qu’on a fait au Bon Dieu?)
- 2014: Tunesischer Frühling (Printemps tunisien)
- 2015: Frühstück bei Monsieur Henri (L’Étudiante et Monsieur Henri)
- 2016: Alles unter Kontrolle (Débarquement immédiat)
- 2017: Au revoir là-haut
- 2018: Die unglaubliche Reise des Fakirs, der in einem Kleiderschrank feststeckte (The Extraordinary Journey of the Fakir)
- 2019: Rebellinnen – Leg’ dich nicht mit ihnen an! (Rebelles)
- 2019: Der Sommer mit Pauline (Venise n’est pas en Italie)
- 2021: Flashback
- 2021: Der kleine Nick auf Schatzsuche (Le Trésor du Petit Nicolas)
- 2022: Die abenteuerliche Weltreise des Magellan (L’Incroyable périple de Magellan) (TV-Dokureihe)
- 2023: The Blaze – Flucht aus den Flammen (En plein feu)
- 2023: Sentinelle
- 2025: Ad vitam